# Hydriomena clarki
Hydriomena clarki är en fjärilsart som beskrevs av Wright 1920. Hydriomena clarki ingår i släktet Hydriomena och familjen mätare. Inga underarter finns listade i Catalogue of Life.